# Didihat
Didihat è una suddivisione dell'India, classificata come nagar panchayat, di 4.805 abitanti, situata nel distretto di Pithoragarh, nello stato federato dell'Uttarakhand. In base al numero di abitanti la città rientra nella classe VI (meno di 5.000 persone).

## Geografia fisica
La città è situata a 29° 49' 31 N e 80° 15' 19 E e ha un'altitudine di 1.725 m s.l.m..

## Società

### Evoluzione demografica
Al censimento del 2001 la popolazione di Didihat assommava a 4.805 persone, delle quali 2.634 maschi e 2.171 femmine. I bambini di età inferiore o uguale ai sei anni assommavano a 592, dei quali 322 maschi e 270 femmine. Infine, coloro che erano in grado di saper almeno leggere e scrivere erano 3.819, dei quali 2.201 maschi e 1.618 femmine.